# Stazione di Vernio-Montepiano-Cantagallo
La stazione di Vernio-Montepiano-Cantagallo si trova sulla linea ferroviaria Firenze-Bologna. Si trova nell'abitato di Vernio ma serve comunque anche le località vicine come Cantagallo e Montepiano.
La stazione dispone di 5 binari e di un piccolo deposito. Dal 1° al 3° sono servite da una piccola pensilina, con sottopassaggio. I binari 4 e 5 invece non dispongono di pensilina classica ma di piccole tettoie di riparo dalla pioggia. Inoltre dispone di alcuni monitor per indicare in tempo reale i treni in partenza e in arrivo a Vernio. Fermano solo treni regionali. È l'ultima (o la prima andando verso Firenze) stazione in territorio toscano.
La stazione è comunque frequentata, perché numerosi studenti si dirigono alle Università di Firenze o Bologna e numerosi pendolari, oltre che nelle suddette grandi città, si dirigono a Prato per lavoro.
Immediatamente a nord della stazione si trova l'imbocco meridionale della Grande Galleria dell'Appennino.

## Movimento
Al 2007, l'impianto risultava frequentato da un traffico giornaliero medio di circa 240 persone.

## Servizi
La stazione dispone di:
- Sala d'attesa
- Servizi igienici
- Altoparlanti Annuncio sonoro arrivo e partenza treni
- sottopassaggio